# Refiloe Jane
Refiloe Jane (Soweto, 4 agosto 1992) è una calciatrice sudafricana, centrocampista delle TS Galaxy Queens e della nazionale sudafricana.

## Carriera

### Nazionale
Jane inizia ad essere convocata dalla Federazione calcistica del Sudafrica (SAFA) dai primi anni 2010, chiamata in nazionale dal commissario tecnico Joseph Mkhonza in occasione del campionato africano di Guinea Equatoriale 2012, torneo dove conquista il primo importante risultato con la maglia delle Banyana Banyana il secondo posto dietro le padrone di casa della Guinea Equatoriale, al loro secondo titolo continentale.
Il risultato ottenuto consente alla nazionale sudafricana di rappresentare il suo paese anche alle Olimpiadi di Londra 2012 nel torneo di calcio femminile. Mkhonza le rinnova la fiducia inserendola nella lista delle 18 giocatrici, più 4, convocate per l'olimpiade, condividendo così il percorso del Sudafrica che, inserito nel gruppo F con Canada, Giappone e Svezia, non riesce a esprimere prestazioni comparabili con la caratura tecnica delle avversarie, riuscendo a pareggiare solo con le giapponesi ma perdendo gli altri due incontri, classificandosi di conseguenza all'ultimo posto e venendo eliminate già alla fase a gironi. In quell'occasione Jane scende in campo da titolare in tutti i tre incontri disputati.
Con l'avvicendamento del ct sulla panchina del Sudafrica, con l'olandese Vera Pauw a rilevare Mkhonza dal marzo 2014, il successivo settembre decide di inserirla nella rosa delle giocatrici che affrontano il campionato africano di Namibia 2014, torneo concluso al quarto posto.
Jane continua ad essere convocata regolarmente con la sua nazionale, con Pauw che la chiama in occasione delle Olimpiadi di Rio 2016, e anche dopo l'avvicendamento con Desiree Ellis alla guida della nazionale, che la chiama sia per le due coppe delle nazioni africane di Camerun 2016 (quarto posto) e Ghana 2018, dove la sua nazionale deve lasciare il titolo alla Nigeria solo dopo i tiri di rigore nella finale del 1º dicembre 2018 all'Ohene Djan Stadium di Accra.
Dopo averne testato il grado di preparazione in alcune amichevoli, Ellis decide di inserirla nella lista delle 23 calciatrici convocate per il Mondiale di Francia 2019 comunicata il 17 maggio 2019. Il ct sudafricano la impiega in tutti i tre incontri disputati dalla sua nazionale, la quale, inserita nel gruppo B con Cina, Germania e Spagna, subisce la superiorità tecnica delle avversarie perdendo tutte le partite e venendo di conseguenza eliminata già alla fase a gironi.
Nell'estate del 2022 ha vinto con la nazionale sudafricana la Coppa d'Africa, battendo in finale il Marocco per 2-1.

## Palmarès

### Nazionale
- Coppa delle nazioni africane femminile: 1

2022